# Cucullia laetifica
Cucullia laetifica là một loài bướm đêm trong họ Noctuidae.